# Giorni di sangue
Giorni di sangue ist ein im deutschen Sprachraum nicht aufgeführtes Kostüm-Melodram um enttäuschte Liebe und politische Unterdrückung aus dem Jahr 1968. Der italienische Film unter der Regie von Vincenzo Gicca Palli wurde seit seiner Uraufführung kaum gezeigt.

## Inhalt
Der junge Graf Enrico Bardi, Sohn eines Gutsbesitzers in der Maremma, ist wütend, weil das Mädchen Ginetta seinen groben Annäherungsversuchen nicht nachgibt und verschuldet den Tod eines jungen Rinderhirten, dem sie ihre Aufmerksamkeit widmete. Der alte Graf Bardi versucht alles, um einen Skandal zu vermeiden, kann aber die Reaktion der Dorflehrerin Zenda nicht verhindern, die nun auf die missliche Lage der für die Feudalherren Arbeitenden hinweisen möchte. In Zusammenarbeit mit Walter, einem Reporter, gelingt es ihnen, die Viehhirten zum Streik zu bewegen. Inzwischen hat Enrico nach einer weiteren Ablehnung seitens Ginetta sich entschlossen, sie zu entführen, und tötet dabei einen Wilderer, der dem Mädchen helfen möchte. Der Zwischenfall löst einen Zusammenstoß zwischen Streikenden und auf der Seite des Grafen stehenden Hirten aus, bei dem Enrico zu Tode kommt. Sein Tod markiert den Beginn besserer Beziehungen zwischen dem alten Grafen und seinen Cowboys; Walters Liebe zu Zenda wird mit einer Hochzeit bekräftigt.

## Bemerkungen
Der nur regional aufgeführte Film wartete in den Credits mit damals üblichen anglisierten oder frei erfundenen Pseudonymen auf.